# ویتوریا (برزیل)
ویتوریا (برزیل) (به پرتغالی: Vitória Brasil) یک شهرستان برزیل در برزیل است که در ایالت سائو پائولو واقع شده‌است.

## خصوصیات
ویتوریا ۱٬۸۲۱ نفر جمعیت دارد.